# 4757 Liselotte
4757 Liselotte este un asteroid din centura principală, descoperit pe 19 septembrie 1973 de Cornelis van Houten și Tom Gehrels.